# Francesco Leone
Francesco Leone (Vargem Grande do Sul, 13 marzo 1900 – Vercelli, 23 maggio 1984) è stato un politico, sindacalista e antifascista italiano, uno dei capi degli Arditi del Popolo operanti a Novara e Vercelli. Fu eletto deputato, senatore e membro dell'Assemblea Costituente per il Partito Comunista Italiano.
Fu anche militante delle Guardie Rosse, comandante partigiano, sindacalista nel settore risiero e fra i promotori della "centuria Gastone Sozzi" aggregata al V Reggimento, conosciuto anche come il "Reggimento di ferro", organizzato da Vittorio Vidali a difesa della repubblica nella guerra di Spagna.

## Biografia
I genitori Antonio e Caterina Molino erano braccianti provenienti da Asigliano Vercellese. Nel periodo attorno agli anni ottanta dell'Ottocento, vi erano inverni climaticamente assai duri nel Vercellese e nelle zone limitrofe, malsane per l'umidità e nebbia gelata e stagnante per la presenza dell'acquitrino dovuto alla coltivazione del riso durante l'inverno ed altrettanto malsane per le zanzare durante il periodo caldo. In zona stazionavano agenti per l'emigrazione per reclutare braccia soprattutto per il Brasile, nel periodo considerato vi fu quindi una forte emigrazione verso il paese sudamericano. La famiglia, dopo essere emigrata, tornò in Italia e Francesco Leone riuscì a portare a compimento gli studi presso la scuola tecnica di Vercelli e presso quella professionale di Biella, pur nella sostanziale povertà in cui visse la famiglia.
Nel 1916 aderì ai giovani socialisti ed al relativo fascio locale, portando avanti posizioni antimilitariste.
L'anno successivo, a causa del ritrovamento alla Camera del Lavoro di volantini ritenuti sediziosi, fu arrestato assieme ad altri compagni con l'accusa di "voler perseguire la mutazione violenta della costituzione dello Stato": una massiccia protesta del proletariato locale e limitrofo obbligò le autorità alla scarcerazione degli inquisiti.
Essendo di leva 1900, dal 20 aprile del 1918 al 1º marzo del 1919 prestò servizio militare presso il 33º Reggimento Fanteria a Cuneo.
Ritornato alla politica attiva, partecipò agli scioperi e alle manifestazioni di appoggio al proletariato rivoluzionario russo ed ungherese e fu coinvolto negli scontri con i cavalleggeri; in una di tali occasioni conosce Paolo Robotti con cui proseguì la lunghissima militanza prima nel Partito Comunista d'Italia e poi nel Partito Comunista Italiano, fino ad essere inserito - dopo la morte dell'altro - nella lista dei padri costituenti, facenti capo al gruppo comunista.

## Il primo periodo di lotta antifascista
Leone si schiera immediatamente all'interno del partito socialista con l'ala ordinovista, grazie anche alla sua amicizia e frequentazione con Paolo Robotti.
Nel 1920 si tiene lo sciopero più lungo, 51 giorni, del settore risiero, e sempre con Robotti è fra gli organizzatori ed agitatori, assumendo l'aspetto di un rivoluzionario di professione. In base a questa esperienza, alla quasi contemporanea occupazione delle fabbriche, ai fermenti a livello nazionale con le rivolte militari in cui i militari solidarizzano con la popolazione, alla controversa seppur ricca di spinte innovativo-rivoluzionarie impresa di Fiume, alla situazione internazionale con la Rivoluzione di Ottobre, si forma la convinzione in Leone che sia possibile indirizzare lo stato insurrezionale verso una rivoluzione socialista.
È comunque incerto sulla necessità di scissioni minoritarie a sinistra nel partito socialista e non partecipa quindi alla votazione al Congresso di Livorno, in perfetto accordo con le critiche di Lenin per la scissione in un momento non consono, ovvero l'inizio del deflusso della marea rivoluzionaria proletaria e il pericolo fascista.
Ai primi di febbraio del 1921 entra comunque nella Federazione Giovanile Comunista Italiana e sulla "Risaia" è redattore per l'ultima volta della rubrica "Uomini e cose" (con lo pseudonimo di "Don Biagio Bolscevico"), ormai in dura polemica con gli esponenti del partito socialista.

È questo il periodo della lotta antifascista degli Arditi del Popolo, assieme ad anarchici (e comunisti) e ad ex combattenti della prima guerra mondiale. Negli Arditi del Popolo convergono le formazioni di difesa proletaria Figli di nessuno, presenti a Genova e Vercelli e di ideologia anarchica; è il momento in cui il Partito Comunista d'Italia rifiuta, in contrasto con l'Internazionale Comunista, di far convergere le squadre comuniste di autodifesa negli Arditi del Popolo, problema che Leone affronta diffusamente nella sua intervista allo storico Cesare Birmani
Gli scontri con i fascisti nel Triangolo Rosso (Genova, Torino, Vercelli) sono durissimi, con morti da entrambe le parti.
Nel 1922 viene arrestato per una sparatoria avvenuta nei pressi di Vercelli contro il treno Trieste-Bordeaux; in effetti coinvolto e/o responsabile della sparatoria era un gruppo di anarchici, ma Leone viene tenuto in carcere per un mese. Nel contempo inizia una intensa attività giornalistica, avendo fatto tesoro dell'esperienza precedente presso il giornale socialista La risaia; collabora con il "Bolscevico", organo della Federazione comunista provinciale di Novara, occupandosi de "I dialoghi della settimana", usa diversi pseudonimi quali "Bicciolano Strafottente" (Bicciolano è la maschera del Carnevale di Vercelli ed anche un dolce tipico del luogo), oppure "L'occhio di Mosca nella ditta Aclastite". Nel maggio del 1922 viene processato per frasi dette in un comizio relativo al 1º maggio, e nello stesso periodo partecipa agli scontri con i fascisti, che avevano occupato il comune di Novara, nel suo ruolo di caposquadra degli Arditi del Popolo.

## Il periodo della lotta clandestina
Condannato a 8 mesi di carcere, espatria clandestinamente, ma ritorna fruendo di un'amnistia nel 1923, riprendendo per quanto è possibile, visto il periodo, la "regolare" attività di militante nel Partito Comunista d'Italia; la sua casa viene però perquisita e, essendo stato trovato materiale sovversivo, deve riparare ancora all'estero.
Dalla Francia, rifugio preferito per vicinanza e relativa libertà di azione da tanti sovversivi, (fuoriusciti), nel 1925 viene mandato a Leningrado per poter aver addestramento militare presso l'accademia Tolmaceva, con addestramento specifico per commissario di reggimento, addestramento che gli verrà utilissimo quando andrà in Spagna con la centuria (o colonna) Gastone Sozzi.
Nel 1925 ritorna in Italia ed è segretario interregionale per Lombardia ed Emilia-Romagna; nel contempo partecipa al III Congresso del Partito Comunista d'Italia ed alla fase preparatoria Fu l'ultimo congresso con Antonio Gramsci libero, che presenterà dure critiche alla direzione precedente del partito, compreso la questione delle formazioni di difesa proletaria.
Di lì a breve Gramsci verrà incarcerato e il congresso avrà luogo a Lione nel gennaio successivo.
A Parigi Leone, nel 1926, oltre ad essere fra i dirigenti dei gruppi comunisti rifugiati, collabora all'"Humanità" e da note poliziesche risulta dirigere la "Riscossa" utilizzando lo pseudonimo "Marini", già utilizzato per il foglio il "Lavoratore Italiano".
Accusato di essere responsabile dell'uccisione di un fascista nel 1922 durante gli scontri di Novara, viene dichiarato dalla Corte d'appello di Torino, nel 1927, il non doversi procedere per insufficienza di prove. Quindi nel 1928 torna in Italia per il lavoro illegale di partito, ma viene trovato in possesso di pacchi di copie dello "Stato Operaio", stampato a Parigi, e con bozze di un articolo che aveva intenzione di scrivere per l'"Unità" clandestina.
Trascorre 15 mesi a San Vittore e a Regina Coeli e il Tribunale speciale lo condanna a 7 anni e 7 mesi di reclusione per vari capi di imputazione, compresa l'appartenenza al disciolto partito comunista. Dopo le trasmigrazioni in diversi istituti di pena, spesso punito per comportamento contrario al regime carcerario, finalmente nel 1933 nel carcere di Civitavecchia viene raggiunto da un provvedimento di amnistia e ritorna a Vercelli.
Riesce ad espatriare in Brasile, dove era nato, ottenendo con facilità un passaporto e partecipa nel 1935 al tentativo insurrezionale di Luís Carlos Prestes, appoggiato e progettato dal Comintern. Il tentativo viene represso in modo sanguinoso dal dittatore Getúlio Vargas; Francesco Leone riesce di nuovo a riparare in Francia, dove riprende il lavoro di partito.
Il partito comunista un anno dopo lancia un appello alla riconciliazione verso i fascisti, che Leone sottoscrive, ma tale appello non sortisce esito: il fascismo è affermato ed ha ottenuto anche un certo appoggio popolare e l'ipotesi di Antonio Gramsci di cercare il proselitismo verso i fascisti in "buona fede" e coerenti con le istanze del "primo fascismo", se aveva un senso nel periodo degli anni venti, quando molti fascisti passarono, comprese frange militari ritenute fasciste, all'antifascismo militante, non può sortire effetti nel periodo in questione. Occorre rimarcare che l'intuizione di Gramsci fu osteggiata al tempo all'interno del partito comunista d'Italia stesso, contravvenendo alla tattica generale indicata dall'Internazionale per il teatro italiano.
Dopo diversi tentennamenti, il Comintern decide l'intervento nella guerra di Spagna, non fu solo a causa dell'antifascismo ma anche per impedire che comunisti di osservanza non moscovita, comunisti libertari e frange liberal socialiste come gli azionisti potessero prendere la direzione della difesa della repubblica che poteva sfociare in una nuova rivoluzione proletaria non controllabile da Stalin, inoltre anche forti frange di comunisti di osservanza moscovita andavano in Spagna per combattere i fascisti anche senza indicazioni del Comintern per cui la situazione doveva rientrare sotto il controllo di Stalin: le dure repressione da parte di frange comuniste ed agenti di Mosca verso i combattenti antifascisti non di osservanza moscovita nel seguito lo dimostreranno. Il livello tecnico organizzativo comunque delle truppe antifasciste sorrette dal Comintern è chiaramente superiore a quello delle altre forze antifasciste in campo ed una serie di vittorie nette sui franchisti ne son testimonianza.
Francesco Leone, commissario politico della centuria "Gastone Sozzi", antecedentemente partecipa anche alla sua strutturazione presso la caserma Karl Marx. La centuria è inquadrata nella "Libertad" del Partito socialista unificato catalano. Dopo i durissimi scontri sul fronte di Madrid la centuria viene disciolta e confluisce nella XII Brigata internazionale dove Leone dimostra le sue capacità di combattente e capo militare fino al suo ferimento, in modo grave, mentre guida un assalto durante la difesa di Madrid e viene quindi portato in un ospedale di Barcellona. Pur essendo capitano delle brigate internazionali ed inserito nello stato maggiore del battaglione Garibaldi inizia il suo scontro con gli emissari di Mosca, per cui viene allontanato ed è inviato a far conferenze presso gli studenti moscoviti durante la convalescenza passata a Mosca: è l'occasione per allontanarlo e viene definitivamente mandato in Francia.
A Parigi è redattore de "La voce degli italiani" e membro del segretariato centrale dell'Unione popolare italiana, di cui presiede il congresso dell'11 giugno 1938.
Nel contempo viene firmato il patto di non aggressione fra nazisti e sovietici e successivamente inizia il secondo conflitto mondiale. Leone viene arrestato e recluso per due anni a Vernet d'Ariège vicino ai Pirenei; dal campo di Vernet d'Ariège viene trasferito in quello di Les Milles, vicino a Aix-en-Provence (tale campo era stato fatto per i prigionieri che desideravano andare negli USA). Nel 1941 però Leone evade ed essendo stata invasa la Francia dalle truppe naziste prende contatto con la Resistenza, ma viene preso a Tolone dai collaborazionisti nel 1943 e consegnato ad agenti dell'OVRA; dopo essere stato sottoposto ad interrogatori dato che la questura di Vercelli lo aveva segnalato come comunista pericoloso ben conosciuto e propagandista preparato in URSS per la eversione, nonché già appartenente agli Arditi del Popolo ed alle Guardie Rosse, è ovvio sia inserito insertito nella lista dei sovversivi da arrestare nella "Rubrica di frontiera".
Verso la metà di agosto del 1943 viene ancora mandato nel carcere di Breil in attesa di giudizio da parte di tribunale militare, ma si sta avvicinando l'8 settembre del 1943 e dopo gli scioperi operai del marzo il fascismo mussoliniano è alle corde infatti viene rilasciato ed inizia la sua attività di comandante ed organizzatore nella Resistenza.

## Il periodo della Resistenza ed il dopoguerra
Immediatamente dopo il rilascio in concomitanza dell'8 settembre 1943 "Sandrelli" nome di battaglia assunto da Leone inizia a svolgere una intensa attività di organizzazione delle brigate d'assalto Garibaldi e nei ruoli di gestione dei comandi unificati dell'Italia del Nord in qualità di rappresentante del Partito Comunista Italiano, di cui le brigate d'assalto Garibaldi sono state emanazione pur combattendo nel suo interno, anche nei ruoli di massimo comando, elementi non del partito comunista quali Aldo Gastaldi ed Emilio Canzi, popolar-monarchico il primo, anarchico il secondo, ma l'organizzazione del partito comunista nel settore militare era tale da attirare personalità di spicco di ideologia diversa ma che trovavano nelle brigate Garibaldi la possibilità di combattere il fascismo efficacemente: il nome di Francesco Leone è riportato quindi tra i componenti del Comando generale del Corpo volontari della libertà.
Nell'inverno del 1943 diventa responsabile dell'attività militare del partito comunista per la zona piemontese e nella primavera del '44, essendo membro del locale triumvirato insurrezionale va in Toscana, dove è fra i promotori dell'insurrezione di Firenze e guida un gruppo di partigiani delle brigate d'assalto Garibaldi infiltratisi in città in stato di completa occupazione da parte delle truppe germaniche.
Di seguito passa a coordinare assieme a Giuseppe Massola e Aldo Lampredi, in rappresentanza del Partito Comunista Italiano ed in qualità di ispettore generale delle brigate d'assalto Garibaldi il coordinamento in azione fra partigiani italiani e jugoslavi che si concretizzano in un documento firmato da tutte e due le parti in causa nell'aprile del 1944 a Chepovan (Chiapovano), Slovenia.
- Da tutto ciò si deduce nettamente il ruolo di primo piano giocato da Leone nella Resistenza.

Lo ritroviamo viceresponsabile dell'attività di stampa e propaganda del partito a Roma, subito dopo la Liberazione. Nuovamente nell'agosto del 1945 può ritornare alla sua Vercelli come primo segretario della Federazione comunista locale, con incarico di riorganizzare il partito nel quadro postfascista. Tale ruolo lo ricoprirà nuovamente negli anni cinquanta, nel frattempo riprende la riorganizzazione del lavoro sindacale e di emancipazione nel settore del proletariato risiero che lui ben conosce.
- In riferimento alle cariche di partito centralizzate è membro del comitato centrale del Pci dal 1946 al 1960 e nel V Congresso lancia ancora la proposta di unificazione fra i due più grandi partiti operai della sinistra, convinto dell'esigenza di un unico partito della classe operaia; convinzione che non lo abbandonerà neppure quando nel vercellese iniziano i primi tentativi di amministrazioni di centrosinistra.
- A livello istituzionale statale è membro della Commissione Difesa nazionale e poi di quella per la Ricostruzione e fa parte della Consulta in qualità di rappresentante del partito comunista: viene quindi eletto all'Assemblea costituente e, nella prima legislatura della repubblica riceve la nomina di senatore di diritto con i costituenti che avevano scontato più di cinque anni per la loro attività antifascista per sentenza del Tribunale Speciale.

La sua indole di uomo d'azione ed agitatore non lo porta a lasciar tracce particolari nei lavori di discussione in sede di Costituente; di lui son ricordate solo due interrogazioni di un certo peso, una relativa alla formalizzazione di una sessione straordinaria di esami riservata a partigiani, reduci ed ex detenuti politici, l'altra relativa alla posizione dei militari reduci ed ex internati in Germania affetti da tubercolosi.
- Di importanza è il lavoro di Leone nel settore del proletariato contadino, che si sta spostando verso la piccola proprietà in gestione propria, risiero nel particolare vercellese, in quel periodo la zona è sede di forti tensioni sociali che traspaiono anche dal film neorealista Riso amaro, per cui il partito gli dà incarichi organizzativi e di coordinamento a livello regionale, fonda e dirige dal 1949 al 1952 "Il Contadino Piemontese" diretto ai piccoli produttori agricoli di cui difende le rivendicazioni anche in parlamento con la parola d'ordine "controllo democratico dei monopoli".

Nel 1953 nella tornata elettorale per il senato viene sconfitto dal candidato democristiano e viene eletto alla Camera dei deputati nella terza legislatura per la circoscrizione Torino-Novara-Vercelli. Comunque si astiene dal partecipare alla campagna elettorale del 1963 presentando ufficialmente come motivazione la possibilità di ingresso di forze giovani e nuove nei ranghi di direzione del partito, anche se tempo prima aveva affermato che il rinnovamento del partito comunista non è questione anagrafica.
Leone chiude la sua vita politica nel 1970 con la sua presenza nel consiglio comunale di Vercelli, ivi presente per 24 anni con un esorbitante numero di preferenze, rimane membro del consiglio federale del partito. Leone non tralascia la sua passione per il giornalismo in senso lato e continua a collaborare con l'"Amico del popolo", periodico della Federazione provinciale fondato proprio da lui nel 1945, si firma "Asianotu" da Asigliano, che gli diede i natali.
Leone muore a Vercelli il 23 maggio 1984. Gian Carlo Pajetta tiene l'orazione funebre.